# USA mot Karl Brandt et al.

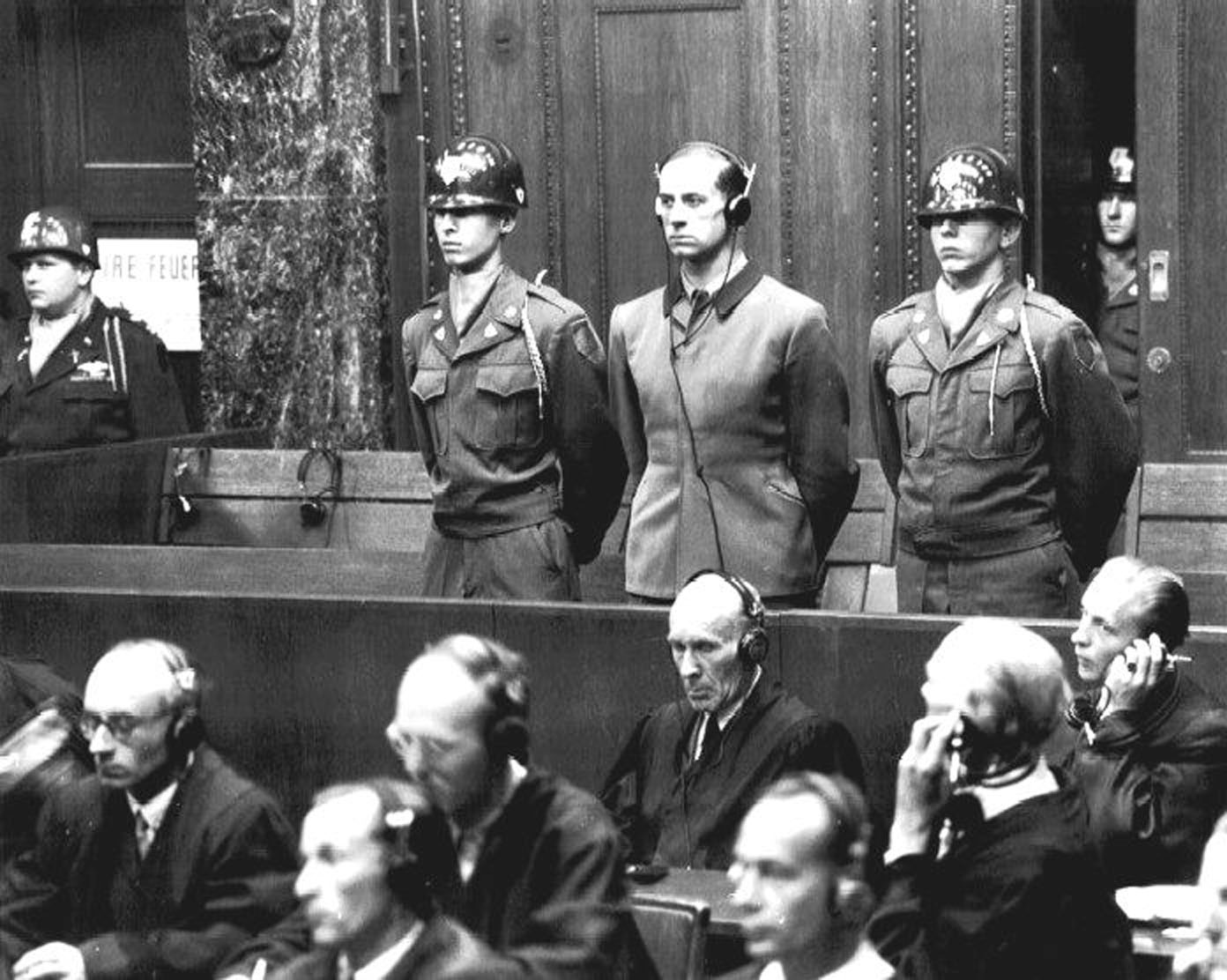
Den åtalade Karl Brandt mottar sin dödsdom vid Läkarrättegången.

Läkarrättegången, officiellt benämnd United States of America vs. Karl Brandt, et al., var en av Nürnbergrättegångarna efter andra världskriget.
Rättegången varade mellan den 9 december 1946 och den 20 augusti 1947 och riktade sig mot 23 åtalade. Samtliga, utom Brack, Rudolf Brandt och Sievers, var läkare. Enda kvinnan som åtalades var Herta Oberheuser. 

## Åtalspunkter
1. Planering att begå krigsförbrytelser och brott mot mänskligheten.
2. Krigsförbrytelser
3. Brott mot mänskligheten
4. Medlemskap i en kriminell organisation, SS.

De sju dödsdomarna verkställdes den 2 juni 1948. Alla fängelsestraffen kom att mildras.

## Åtalade
| Namn                    | Befattning                            | Dom                                                               |
| ----------------------- | ------------------------------------- | ----------------------------------------------------------------- |
| Hermann Becker-Freyseng | Stabsläkare inom Luftwaffe            | 20 års fängelse; omvandlat till 10 år, frigiven efter 5 år        |
| Wilhelm Beiglböck       | Läkare inom Luftwaffe                 | 15 års fängelse; omvandlat till 10 år, frigiven efter 4 år        |
| Kurt Blome              | Generalläkare                         | Frikänd                                                           |
| Viktor Brack            | En av ledarna för Aktion T4           | Dödsdom; avrättad                                                 |
| Karl Brandt             | Chef för Aktion T4                    | Dödsdom; avrättad                                                 |
| Rudolf Brandt           | Referent SS                           | Dödsdom; avrättad                                                 |
| Fritz Fischer           | Läkare vid Ravensbrück                | Livstids fängelse; omvandlat till 15 år, frigiven efter 7 år      |
| Karl Gebhardt           | Överläkare Reicharzt SS               | Dödsdom; avrättad                                                 |
| Karl Genzken            | Chefsläkare i Waffen SS               | Livstids fängelse; omvandlat till 20 år, frigiven efter 7 år      |
| Siegfried Handloser     | Chefsläkare inom sanitetsväsendet     | Livstids fängelse; omvandlat till 20 år, frigiven efter 6 år      |
| Waldemar Hoven          | Chefsläkare i Buchenwald              | Dödsdom; avrättad                                                 |
| Joachim Mrugowsky       | Chef för Waffen SS:s hygieninstitut   | Dödsdom; avrättad                                                 |
| Herta Oberheuser        | Läkare i Ravensbrück                  | 20 års fängelse; omvandlat till 10 år, frigiven efter 5 år        |
| Adolf Pokorny           | Steriliseringsstudier                 | Frikänd                                                           |
| Helmut Poppendick       | Reichsarzt-SS                         | 10 års fängelse; omvandlat till avtjänad tid, frigiven efter 4 år |
| Hans-Wolfgang Romberg   | Studier av dödsfall på hög höjd       | Frikänd                                                           |
| Gerhard Rose            | Läkare inom Luftwaffe                 | Livstids fängelse; omvandlat till 20 år, frigiven efter 8 år      |
| Paul Rostock            | Kirurg                                | Frikänd                                                           |
| Siegfried Ruff          | Studier av dödsfall på hög höjd       | Frikänd                                                           |
| Konrad Schäfer          | Flygmedicinska studier                | Frikänd                                                           |
| Oskar Schröder          | Chefsläkare för hygien inom Luftwaffe | Livstids fängelse; omvandlat till 15 år, frigiven efter 7 år      |
| Wolfram Sievers         | Ärftlighetsstudier                    | Dödsdom; avrättad                                                 |
| Georg August Weltz      | Professor i flygmedicin               | Frikänd                                                           |

Leonardo Conti, som var Rikshälsoledare, skulle ha prövats i rättegången för sin inblandning i eutanasiprogrammet, vilket inbegrep Aktion T4 och Aktion 14f13, men han hängde sig i sin cell i Nürnberg den 6 oktober 1945. Även Röda Korset-generalen Ernst-Robert Grawitz skulle ha prövats men tog livet av sig den 23 april 1945. Ett återkommande namn i vittnesmål och bevismaterial var Sigmund Rascher som bland annat utförde experiment med kallvatten på fångar i Dachau. Rascher gjorde sig dock skyldig till barnarov och mord på en av sina assistenter och arkebuserades den 26 april 1945, på order av Heinrich Himmler. Även hans hustru Nini avrättades.